# Koptok
A koptok az Egyiptomban (koptul: Khemí), az ókorból – az erőteljes iszlám behatás ellenére – máig fennmaradt keresztény közösségek tagjai. A kopt nyelv a koptok által a késő ókortól beszélt nyelv, az egyiptomi nyelv legkésőbbi fejlődési fázisa. A kopt egyház szervezetileg teljesen független a többitől és minden bizonnyal a legősibb máig fennálló keresztény egyház. Első számú központja Alexandriában van. Napjainkban Egyiptom népességének 10-20 százaléka, azaz 10-20 millió egyiptomi tagja a kopt egyháznak. A klasszikus arab történetírók, mint például al-Makrízi, általánosan valamennyi nem muszlim egyiptomit koptnak neveztek.

## A név eredete
A kopt szó az arab qubṭi قبطي (pl: qubṭ قبط és aqbāṭ أقباط) szóból származik, amely a kopt nyelv bohairi dialektusának kubti vagy a saidi dialektus kuptaion szavából származik.
Maga a kopt forma is az „egyiptomi” jelentésű ógörög Αιγύπτιος, aigüptiosz szó átvételéből eredeztethető.